# Violín eléctrico

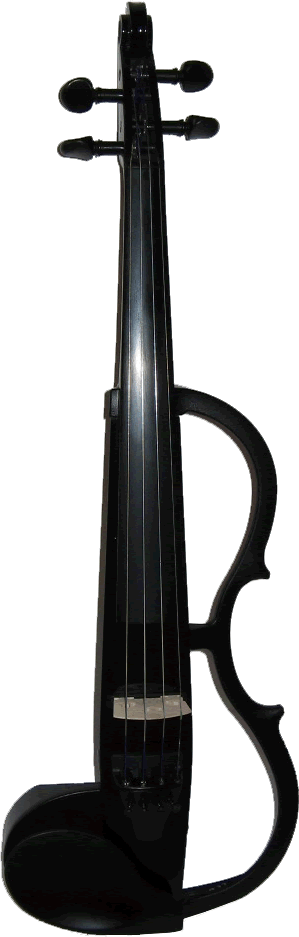
Un violín eléctrico

Un violín eléctrico  es sencillamente un violín con una señal de salida electrónica. El término puede referirse a un violín acústico con un transductor electromagnético o pastilla (en inglés 'pickup') de algún tipo, pero usualmente se refiere a un instrumento completamente electrónico.
Muchos instrumentos tienen un cuerpo sólido, lo que ayuda a prevenir la retroalimentación de las resonancias del cuerpo hueco bajo la gran amplificación de un escenario. Sin embargo, el timbre de un violín acústico se crea directamente a causa de estas resonancias, y es por ello que un violín eléctrico tiene un sonido mucho más "crudo" que uno acústico, dependiendo de como se captura la señal. Normalmente, los violines eléctricos tienen un diseño minimalista y poco tradicional, para mantener el peso lo más bajo posible.
A menudo son vistos como instrumentos "experimentales", estando menos establecidos que las guitarras y bajos eléctricos. Por ello, hay muchas variaciones sobre el diseño original, como trastes, cuerdas extras, cuerdas simpáticas o cuerdas barítonas que suenan una octava más bajas que las normales, todo esto sin incluir los diferentes efectos electrónicos para modelar el sonido puro, en función de las preferencias del intérprete.
Es mucho más común un violín eléctrico con 5 o 6 cuerdas que un instrumento acústico. El cuerpo, típicamente sólido, también acomoda la tensión causada por las cuerdas extras sin estresar demasiado el instrumento. Las cuerdas extras son, normalmente, una cuerda de do bajo con 5 cuerdas, una de do bajo y una de si alto o la alto para 6, y una de do bajo, fa bajo y si alto para 7.
Las señales de un violín eléctrico normalmente pasan a través de un proceso electrónico, igual que una guitarra eléctrica, para obtener el sonido deseado. Puede ser reverberación, coros, distorsión, o cualquier otro efecto.
Vanessa Mae, violinista contemporánea, ha dicho que prefiere un violín eléctrico a uno tradicional debido a su mayor potencial.

## Pastillas o pickups
Al tener (normalmente) cuerdas de metal, el sonido del violín puede ser captado con pastillas magnéticas o piezoeléctricas, siendo estas últimas las más comunes. Son usadas para detectar vibraciones físicas, en ocasiones en el cuerpo, pero más comúnmente en el mástil. Algunos violines tienen una pastilla (o incluso dos) independiente insertada en el puente bajo cada cuerda. Este dispone de unos amplificadores para poder escuchar correctamente su sonido.
Mención aparte merece el violín clásico pero electrificado. Su potencial acústico es inigualable puesto que puede sonar como el típico violín eléctrico o como lo que es realmente, un violín acústico. Un ejemplo de todo lo expuesto aquí lo encontramos en los enlaces externos: